# Henschel Hs 296
De Henschel Hs 296 was een geleide projectiel voor gebruik tegen oppervlakte schepen dat tijdens de Tweede Wereldoorlog werd ontwikkeld in Duitsland.

## Ontwikkeling
De Hs 296 was een verdere ontwikkeling van de Hs 295. Er werd maar een uitvoering van ontwikkeld, de Hs 296V-1. Men maakte gebruik van de staartsectie en vleugels van de Hs 294, het besturingssysteem van de Hs 293 en de explosieve lading van de Hs 295. De ontwikkeling van de Hs 296 werd tegelijkertijd met de Hs 295 uitgevoerd.
Er zijn geen productieaantallen en gegevens bekend gebleven.